# Polylepis tomentella
Polylepis tomentella là loài thực vật có hoa trong họ Hoa hồng. Loài này được Wedd. miêu tả khoa học đầu tiên năm 1857.